# Sours
Sours ist eine französische Gemeinde mit 1.964 Einwohnern (Stand: 1. Januar 2022) im Département Eure-et-Loir in der Region Centre-Val de Loire. Sie gehört zum Arrondissement Chartres und zum Kanton Chartres-2.

## Geographie
Sours liegt etwa neun Kilometer ostsüdöstlich von Chartres. Umgeben wird Sours von den Nachbargemeinden Nogent-le-Phaye im Norden, Houville-la-Branche im Nordosten, Francourville im Osten, Prunay-le-Gillon im Südosten und Süden, Berchères-les-Pierres im Süden und Südwesten sowie Gellainville im Westen.
Die Route nationale 154 bildet die südwestliche Gemeindegrenze.

## Geschichte
Im 12. Jahrhundert errichteten zunächst die Ritter vom Templerorden eine Kommanderie, die später vom Johanniterorden übernommen wurde.
Am 8. Mai 1360 wurde in der kleinen Ortschaft Brétigny in der Gemeinde der Friede von Brétigny geschlossen, mit dem der Hundertjährige Krieg zwischen England und Frankreich ein zwischenzeitliches Ende fand.

### Bevölkerungsentwicklung
| Jahr                       | 1962 | 1968 | 1975 | 1982 | 1990 | 1999 | 2006 | 2012 | 2020 |
| Einwohner                  | 1034 | 1108 | 1239 | 1262 | 1513 | 1666 | 1721 | 1859 | 1973 |
| Quellen: Cassini und INSEE |      |      |      |      |      |      |      |      |      |

## Sehenswürdigkeiten
- Kirche Saint-Germain, 1803 nach der Zerstörung während der Französischen Revolution neuerrichtet
- Kapelle Saint-Jean-Baptiste in Generville
- Kommanderie der Ritterorden
- Domäne von La Saussaye
- Schloss Sours aus dem 17. Jahrhundert

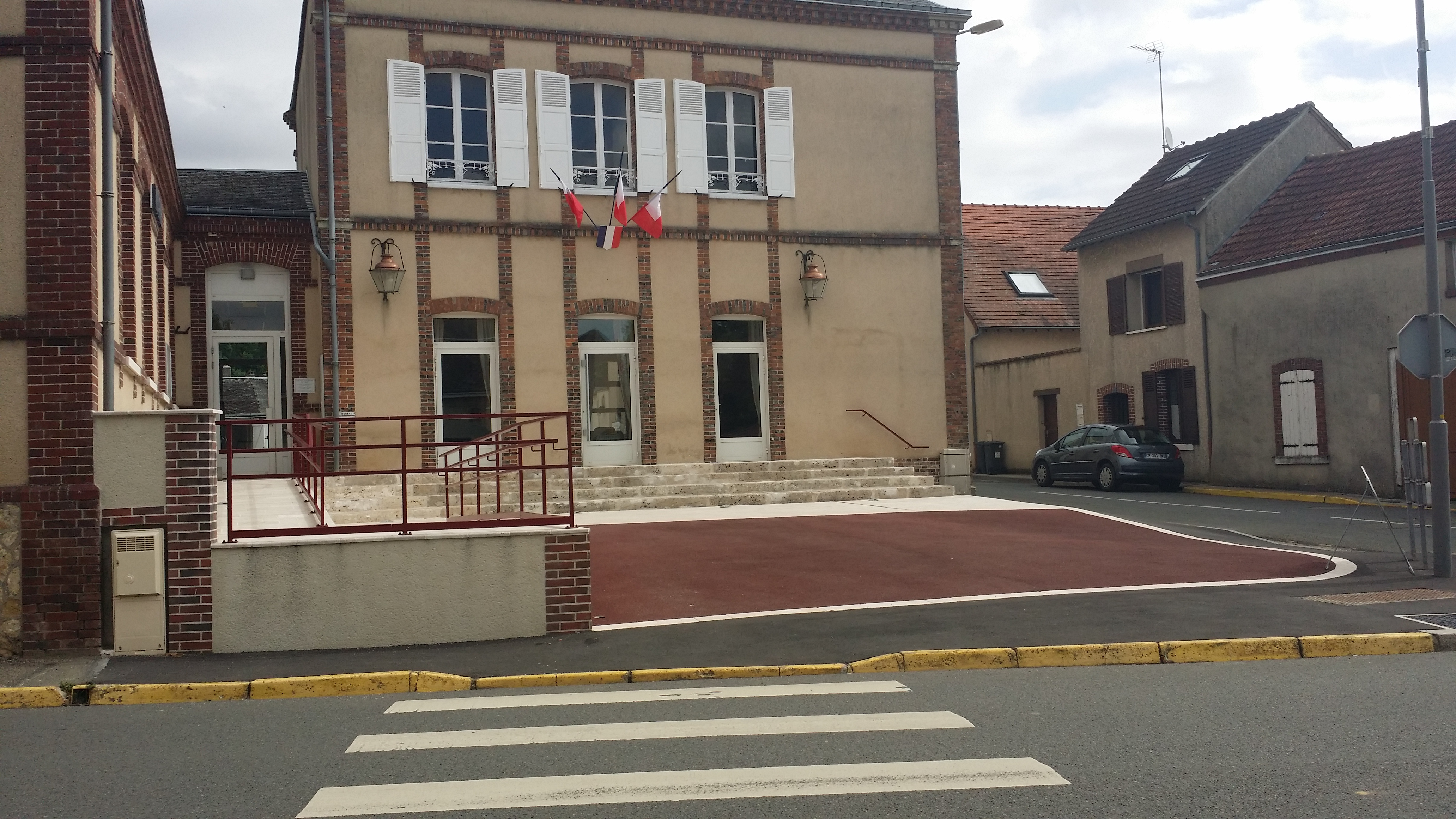
Rathaus Sours
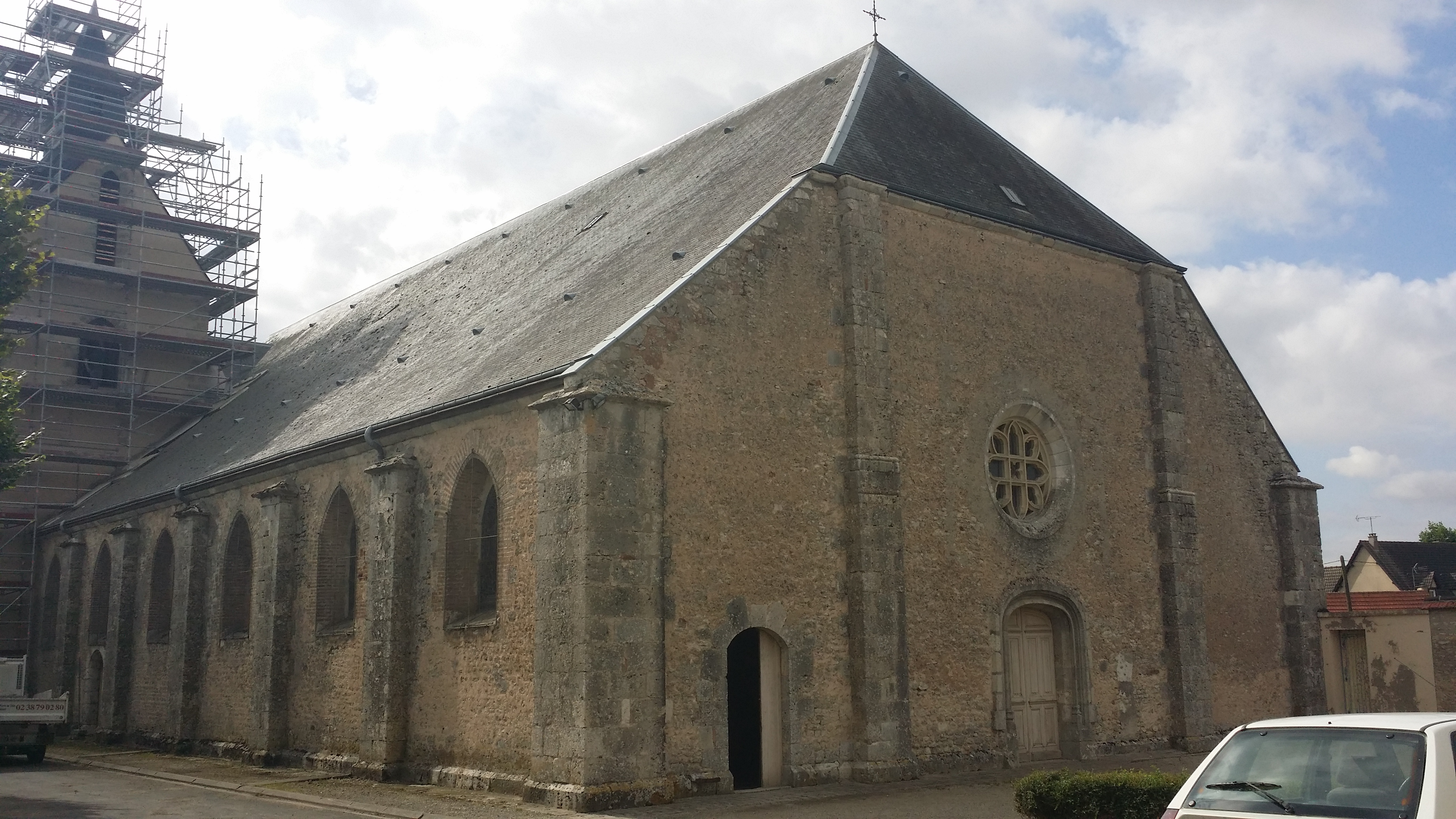
Kirche Saint-Germain
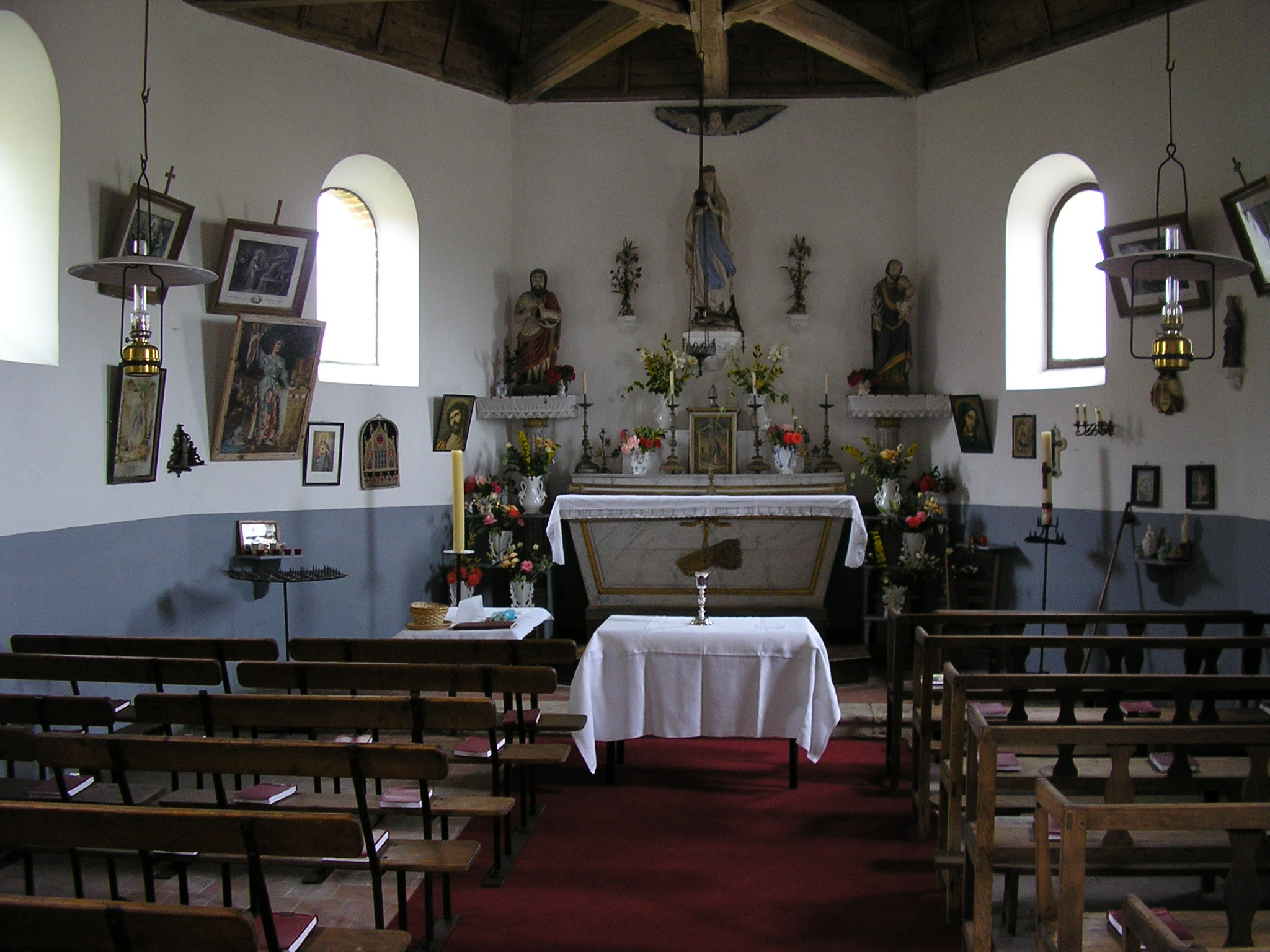
Kapelle Saint-Jean-Baptiste
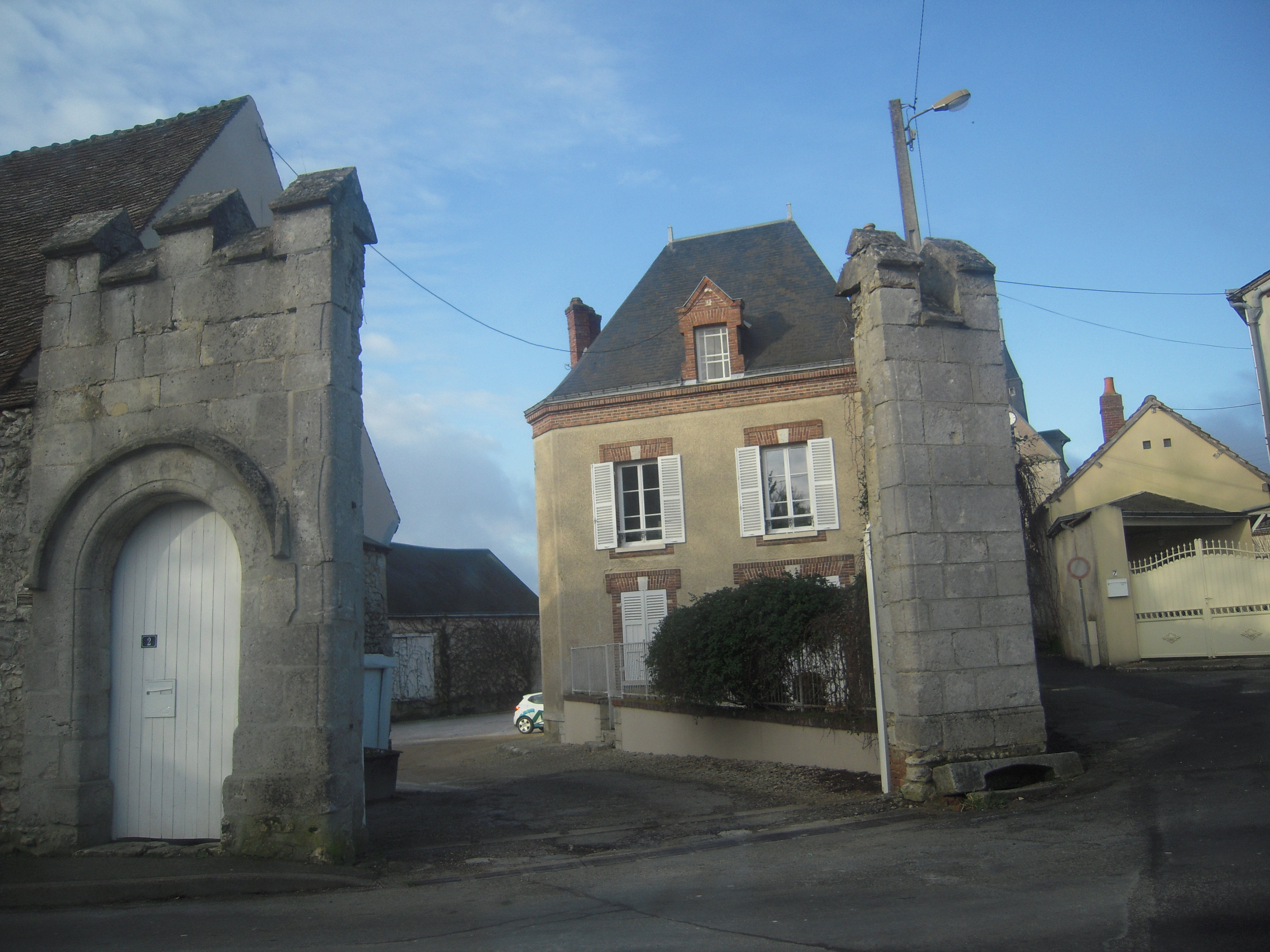
Kommanderie
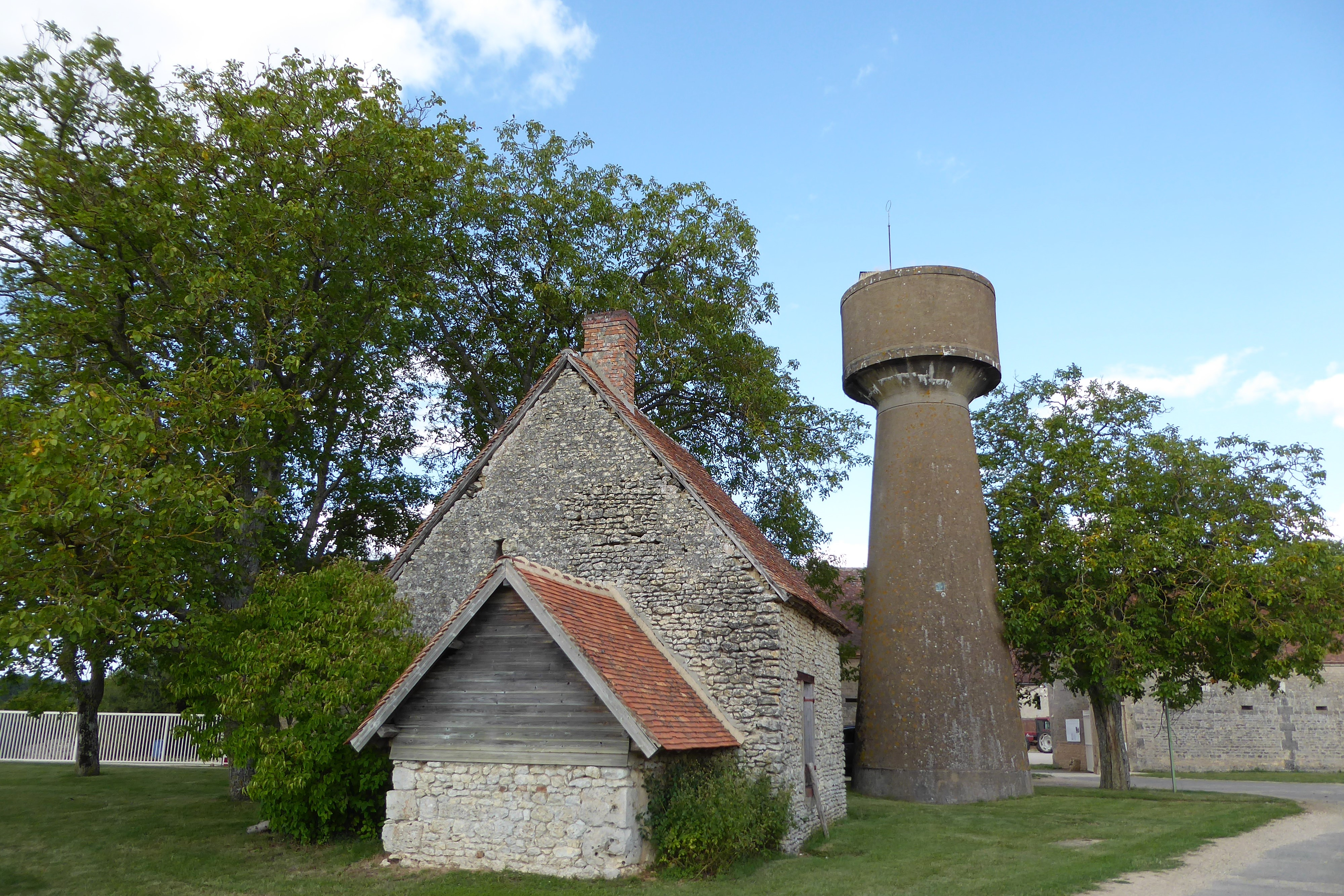
Domäne von La Saussaye mit Wasserturm
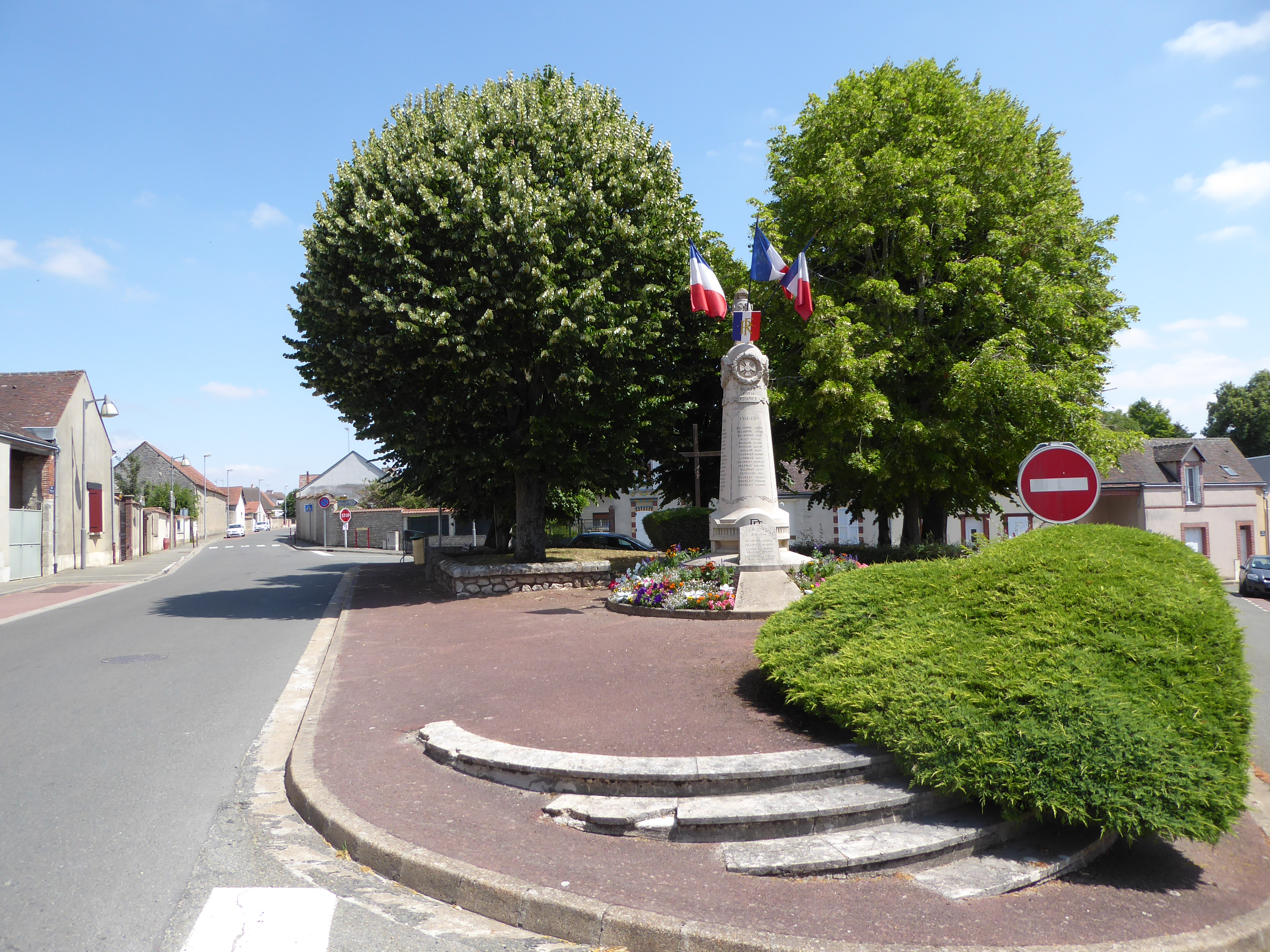
Gefallenendenkmal

## Gemeindepartnerschaft
Mit der deutschen Gemeinde Dienheim in Rheinland-Pfalz besteht seit 1977 eine Partnerschaft.